# Futterknochenschrot
Als Futterknochenschrot bezeichnet man ein Produkt, das durch Trocknen und Zerkleinern von weitgehend entfetteten Knochen gewonnen wird. Die Knochen stammen in erster Linie von warmblütigen Landtieren. Futterknochenschrote dienen als Mineralstoffträger.
Das Verfüttern von Futterknochenschrot an Wiederkäuer ist wegen der Tierseuche BSE in den EU-Ländern verboten worden. 